# Hessisches Ministerium für Kultus, Bildung und Chancen

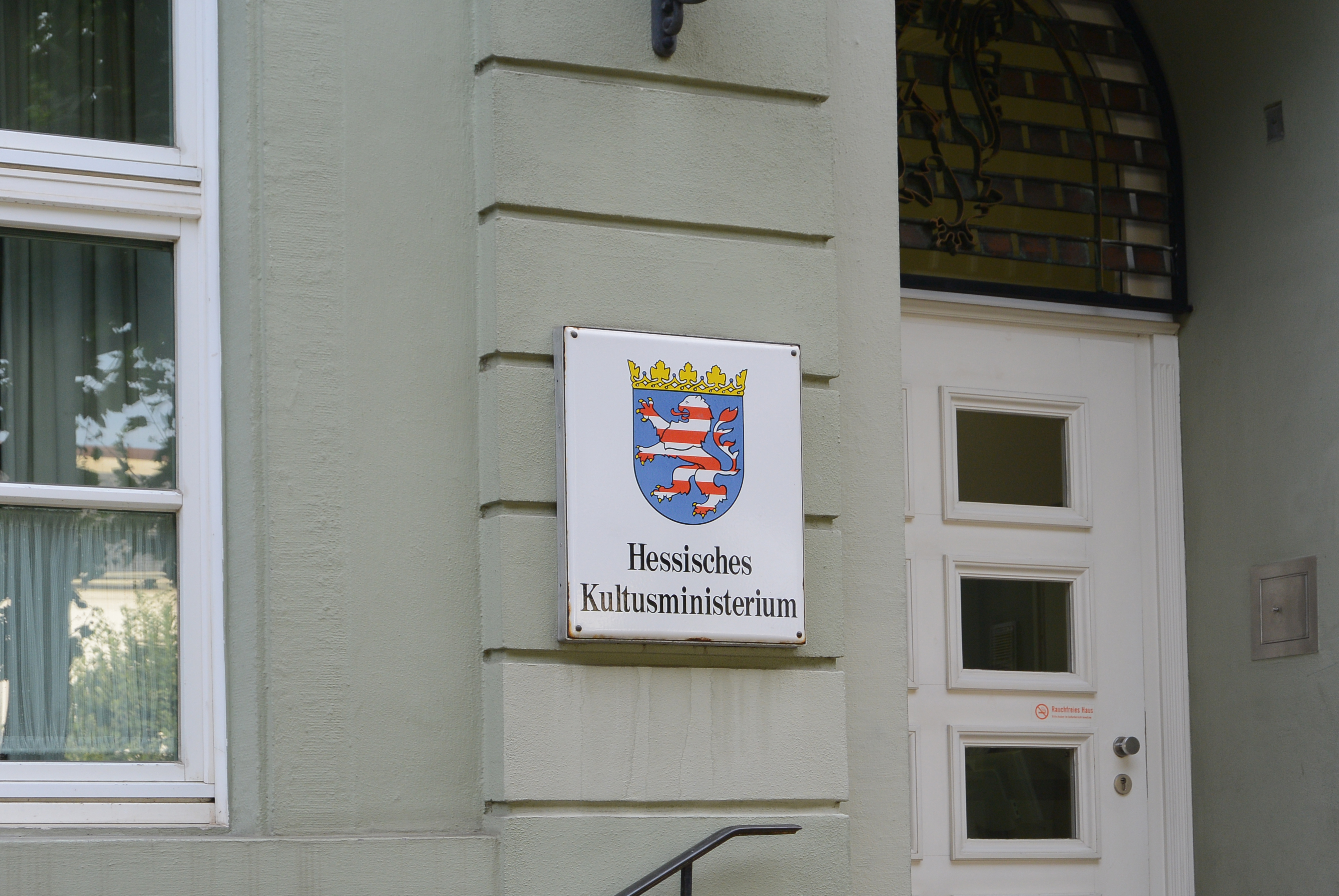
Eingang des Gebäudes in Wiesbaden

Das Hessische Ministerium für Kultus, Bildung und Chancen (HMKB) ist eine Oberste Landesbehörde des Landes Hessen. An der Spitze des Hauses steht als Mitglied der Hessischen Landesregierung Staatsminister Armin Schwarz (CDU). Als Staatssekretär steht ihm Manuel Lösel (CDU) zur Seite.

## Bezeichnung
Das Ministerium wurde im Vorfeld der Gründung des Landes Hessen ab Oktober 1945 unter der Bezeichnung Ministerium für Kultus und Unterricht aufgebaut und Anfang der 1950er Jahre in Hessisches Ministerium für Erziehung und Volksbildung umbenannt. Ab 1963 firmierte die Behörde unter der Bezeichnung Der Hessische Kultusminister; vom 1. Januar 1988 bis zum 18. Januar 2024 trug sie den Namen Hessisches Kultusministerium. Seit dem 18. Januar 2024 heißt die Behörde Hessisches Ministerium für Kultus, Bildung und Chancen.

## Aufgaben
Die hauptsächlichen Aufgaben des Hessischen Kultusministeriums sind:
- Bildungsplanung und Lehrplanentwicklung
- Lehreraus- und -weiterbildung sowie die Versorgung der Schulen mit Lehrern
- Regelung der Rechtsbeziehungen zwischen Staat und Religionsgemeinschaften und die
- Schulaufsicht

Das Ministerium hatte im Jahr 2013 etwa 243 Mitarbeiter. Weitere 7.445 Mitarbeiter waren in den nachgeordneten Behörden tätig und 49.837 Mitarbeiter waren direkt in den Schulen eingesetzt. Damit ist das Kultusressort das mit Abstand personalintensivste der hessischen Landesverwaltung.

### Schulaufsicht
Das Kultusministerium ist die oberste Schulaufsichtsbehörde. Darunter bestehen 15 regionale Schulämter als untere Schulaufsichtsbehörde, die die Fach- und Dienstaufsicht über die Schulen ausübt.
Ziel der Schulaufsicht ist es, die Qualität der schulischen Arbeit, die Vergleichbarkeit der Abschlüsse und die Durchlässigkeit der Bildungsgänge zu sichern. Weiterhin berät das Landesschulamt die Schulen und steuert die Qualitätsentwicklungen der Schulen.

## Organisation

### Ministerium
Das Ministerium besteht neben dem Ministerbüro aus fünf Abteilungen mit folgenden inhaltlichen Zuordnungen:
1. Abteilung Z: Personal, Recht, Organisation, Kultusangelegenheiten
2. Abteilung I:Qualitätsentwicklung, ganztägig arbeitende Schulen, schulformübergreifende Bildungsaufgaben, Dienstaufsicht über die Staatlichen Schulämter, internationales Bildungs- und Schulwesen
3. Abteilung II: Haushalt, Ressourcensteuerung, Statistik, Lehrkräfteversorgung, Lehrkräftebildung
4. Abteilung III: Allgemein bildende und berufliche Schulen, lebensbegleitendes Lernen, Kultusministerkonferenz, Bildungssprache Deutsch, berufliche Orientierung, schulische Integration, Fremdsprachen, MINT, Bildungsmonitoring
5. Abteilung IV: Digitalisierung Schule und Bildungsverwaltung, Lernen in der digitalen Welt, E-Government, Schulträgerangelegenheiten

## Nachgeordnete Behörden
- Seit dem 1. April 2015 ist dem Hessischen Kultusministerium die Hessische Lehrkräfteakademie nachgeordnet, die weite Bereiche des seitherigen Landesschulamts übernahm.
- Die Staatlichen Schulämter sind dem Ministerium seitdem wieder direkt unterstellt:
  - Landkreis Bergstraße und Odenwaldkreis in Heppenheim (Bergstraße)
  - Landkreis Darmstadt-Dieburg in Darmstadt
  - Frankfurt in Frankfurt am Main
  - Landkreis Fulda in Fulda
  - Landkreis Gießen und Vogelsbergkreis in Gießen
  - Landkreis Groß-Gerau und Main-Taunus-Kreis in Rüsselsheim am Main
  - Main-Kinzig-Kreis in Hanau
  - Landkreis Hersfeld-Rotenburg und Werra-Meißner-Kreis in Bebra
  - Hochtaunuskreis und Wetteraukreis in Friedberg
  - Stadt Kassel und Landkreis Kassel in Kassel
  - Lahn-Dill-Kreis und Landkreis Limburg-Weilburg in Weilburg
  - Landkreis Marburg-Biedenkopf in Marburg
  - Stadt Offenbach am Main und Landkreis Offenbach in Offenbach am Main
  - Rheingau-Taunus-Kreis und Landeshauptstadt Wiesbaden in Wiesbaden
  - Schwalm-Eder-Kreis und Landkreis Waldeck-Frankenberg in Fritzlar

Daneben ist dem Ministerium noch die Hessische Landesstelle für Technologiefortbildung – Dr.-Frank-Niethammer-Institut – nachgeordnet.

### Staatsaufsicht
Das Kultusministerium nimmt bei folgenden Stiftungen die Staatsaufsicht wahr:
- kirchliche Stiftungen
- dem Lyzeum in Fulda – Lyzeumsfonds Rasdorf
- dem Nassauischen Zentralstudienfonds.[5]

## Dienstsitz
Das hessische Kultusministerium liegt in einem historischen Gebäude am Luisenplatz 10 in Wiesbaden. Das Gebäude wurde 1831 als Schulgebäude für das 1817 gegründete Pädagogium errichtet. 1933 wurde das Gebäude durch die Verwaltung des Reichsarbeitsdienstes und die SA genutzt.
Nach dem Zweiten Weltkrieg wurde das Gebäude seit 1949 als Hessisches Kultusministerium genutzt. Heute steht es unter Denkmalschutz.

## Bisherige Minister

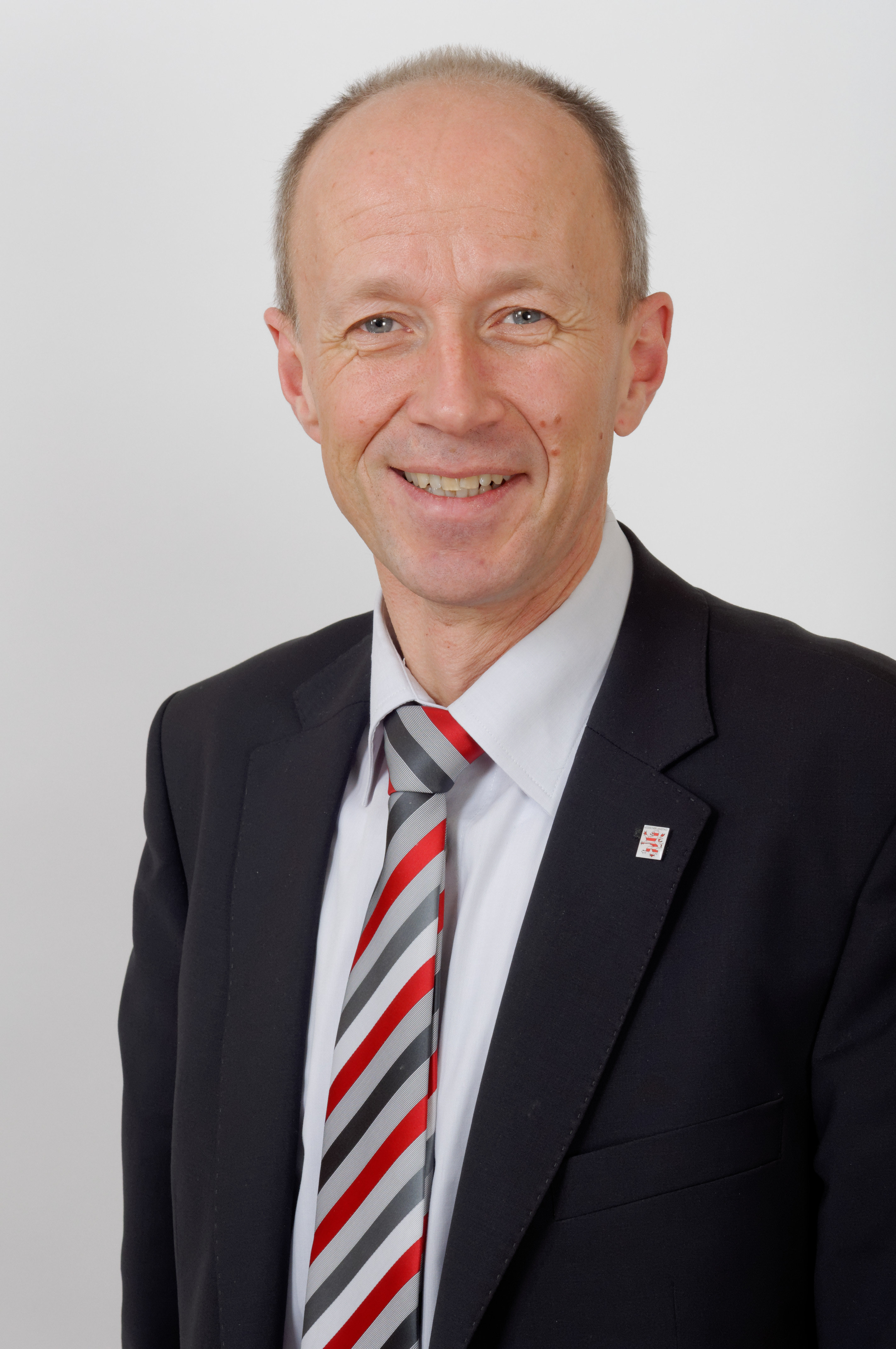
Staatsminister Armin Schwarz

| Name                                            | Amtsantritt                                          | Kabinett                         | Partei              |
| Minister für Kultus                             | Minister für Kultus                                  | Minister für Kultus              | Minister für Kultus |
| ----------------------------------------------- | ---------------------------------------------------- | -------------------------------- | ------------------- |
| Franz Böhm                                      | 1. November 1945                                     | Geiler                           | parteilos           |
| Franz Schramm                                   | 19. April 1946                                       | Geiler                           | CDU                 |
| Minister für Kultus und Unterricht              |                                                      |                                  |                     |
| Erwin Stein                                     | 7. Januar 1947                                       | Stock                            | CDU                 |
| Minister für Erziehung, Volksbildung und Justiz |                                                      |                                  |                     |
| Erwin Stein                                     | 9. November 1949                                     | Stock                            | CDU                 |
| Minister für Erziehung und Volksbildung         |                                                      |                                  |                     |
| Ludwig Metzger                                  | 10. Januar 1951                                      | Zinn I                           | SPD                 |
| Arno Hennig                                     | 2. Dezember 1953 19. Januar 1955                     | Zinn I Zinn II                   | SPD                 |
| Ernst Schütte                                   | 29. Januar 1959                                      | Zinn III                         | SPD                 |
| Minister für Kultus                             |                                                      |                                  |                     |
| Ernst Schütte                                   | 31. Januar 1963 18. Januar 1967                      | Zinn IV Zinn V                   | SPD                 |
| Ludwig von Friedeburg                           | 22. Oktober 1969 17. Dezember 1970                   | Osswald I Osswald II             | SPD                 |
| Hans Krollmann                                  | 18. Dezember 1974 20. Oktober 1976 14. Dezember 1978 | Osswald III Börner I Börner II   | SPD                 |
| Karl Schneider                                  | 4. Juli 1984                                         | Börner III                       | SPD                 |
| Christean Wagner                                | 24. April 1987                                       | Wallmann                         | CDU                 |
| Hartmut Holzapfel                               | 5. April 1991 5. April 1995                          | Eichel I Eichel II               | SPD                 |
| Karin Wolff                                     | 7. April 1999 5. April 2003                          | Koch I Koch II                   | CDU                 |
| Jürgen Banzer (komm.)                           | 5. April 2008                                        | Koch II                          | CDU                 |
| Dorothea Henzler                                | 5. Februar 2009 31. August 2010                      | Koch III Bouffier I              | FDP                 |
| Nicola Beer                                     | 31. Mai 2012                                         | Bouffier I                       | FDP                 |
| Alexander Lorz                                  | 18. Januar 2014 18. Januar 2019 31. Mai 2022         | Bouffier II Bouffier III Rhein I | CDU                 |
| Minister für Kultus, Bildung und Chancen        |                                                      |                                  |                     |
| Armin Schwarz                                   | 18. Januar 2024                                      | Rhein II                         | CDU                 |